# Libnotes (Afrolimonia) oresitropha
Libnotes (Afrolimonia) oresitropha is een tweevleugelige uit de familie steltmuggen (Limoniidae). De soort komt voor in het Afrotropisch gebied.